# Nowy Port (musikalbum)
Nowy Port är Sällskapets andra musikalbum som släpptes 10 april 2013. På skivan medverkar även Anna von Hausswolff och Bruno K. Öijer.

## Låtlista
1. Flodvaktaren
2. Såg dom komma
3. E40
4. Bagatelle (Anna von Hausswolff - sång)
5. Nowy Port
6. Gdansk
7. Var och en av oss (Bruno K. Öijer - röst)
8. Dom glömda
9. Del 2
10. Rött liguriskt vin

## Banduppsättning
- Joakim Thåström - sång
- Pelle Ossler - gitarr, bas, piano
- Niklas Hellberg - keyboard, synthesizer, programmeringar, ljudeffekter

## Fotnoter
1. ↑  Discogs Nowy Port
2. ↑  Tobiasson, Frida: ”PREMIÄR: Sällskapet – ”Såg Dom Komma”” Arkiverad 12 november 2013 hämtat från the Wayback Machine., PSL, 15 Mars 2013.